# Onimusha 3: Demon Siege
Onimusha 3: Demon Siege est un jeu vidéo de type hack 'n' slash développé par Capcom Production Studio 2 et édité par Capcom en 2004 sur PlayStation 2. Il a été porté en 2005 sous Windows.

## Synopsis
Japon, 1582. Neuf ans ont passé depuis que Jubei Yagyu a terrassé l'infâme Oda Nobunaga. Mais ce dernier est une nouvelle fois revenu d'entre les morts, et est désormais devenu le Seigneur des Genma (les démons). Pressentant une menace imminente, le samouraï Samanosuke Akechi (sous les traits de Takeshi Kaneshiro, dont le corps a été modélisé spécialement pour le jeu) se rend au temple d'Honnou-Ji où Nobunaga a pris refuge. Alors que les deux hommes s'apprêtent à livrer combat, Samanosuke est soudainement aspiré dans une faille spatio-temporelle qui le projette à Paris au début du XXIe siècle.
France, 2004. Paris est assiégée par des démons. Jacques Blanc (incarné par Jean Reno, lui aussi modélisé spécialement pour le jeu), un agent de la DGSE, se retrouve au cœur de la tourmente. Après avoir été sauvé par Samanosuke, il est projeté au Japon du XVIe siècle...

## Système de jeu
Lors de sa sortie sur PlayStation 2, ce nouvel opus facilite les déplacements par l'utilisation du joystick et non plus des flèches directionnelles. Le jeu propose plus d'armes (certaines du premier opus, d'autres totalement nouvelles), de pouvoirs, et trois personnages jouables (le jeu change de point de vue à plusieurs reprises au cours de l'histoire). On explore en alternance le passé (l'époque de Samanosuke où l'on joue essentiellement Jacques Blanc) et un futur de cette époque (2004, temps de Jacques Blanc ou l'on jouera Samanosuke). Après les 2/3 du jeu environs, il devient possible de changer d'époque comme bon nous semble (la seule condition est d'être à côté d'un miroir prévu à cet effet). 
Les points de sauvegarde ne sont pas automatiques, il faut en trouver un pour sauvegarder. Le système d'absorption des âmes des ennemis tués au maintien d'une touche, marque de fabrique de la série, est toujours présent. Ces dernières permettent d'améliorer armes et armures jusqu'à trois niveaux chacun, faisant évoluer leurs statistiques et leur apparence. À l'occasion, on pourra aussi contrôler Michelle, une femme militaire qui utilise uniquement des armes à distance, de la mitraillette jusqu'au lance-grenades. De nouveaux ennemis sont présents, envahissant les nombreux couloirs entre chaque boss. Samanosuke perd vite ses armes à l'exception de son katana de départ, mais peu efficace et sans pouvoir et d'un arc court. 
On peut vite trouver de nouvelles armes, allant du double katana de lumière à la hache enflammée. Les combos sont assez nombreux, mais changent peu visuellement. Jacques Blanc préférera les fouets ou les doubles lances à rallonge. On dénombre un total de 5 armes pour Jacques et de 8 pour Samanosuke. On visite dans le jeu des lieux connus de Paris comme l'Arc de Triomphe ou l'église Notre Dame, et même le Mont-Saint-Michel,.